# Gestiès
Gestiès [ʒɛstjɛs] est une commune française, frontalière avec l'Andorre par la montagne, située dans le sud du département de l'Ariège en région Occitanie. Sur le plan historique et culturel, la commune fait partie du pays de Vicdessos, formé par la vallée du Vicdessos et de ses affluents.
Exposée à un climat de montagne, elle est drainée par le ruisseau d'Escalès et par divers autres petits cours d'eau. Incluse dans le parc naturel régional des Pyrénées ariégeoises, la commune possède un patrimoine naturel remarquable composé de quatre zones naturelles d'intérêt écologique, faunistique et floristique.
Gestiès est une commune rurale qui compte 36 habitants en 2022, après avoir connu un pic de population de 550 habitants en 1841. Ses habitants sont appelés les Gestiérois ou Gestiéroises.
Ses habitants sont les Gestiérois.

## Géographie

### Localisation
1. Carte dynamique
2. Carte OpenStreetMap
3. Carte topographique
4. Carte avec les communes environnantes

La commune de Gestiès se trouve dans le département de l'Ariège, en région Occitanie et est frontalière avec l'Espagne (Andorre).
Elle se situe à 22 km à vol d'oiseau de Foix, préfecture du département, et à 9 km de Tarascon-sur-Ariège, bureau centralisateur du canton du Sabarthès dont dépend la commune depuis 2015 pour les élections départementales.
La commune fait en outre partie du bassin de vie de Tarascon-sur-Ariège.
Les communes les plus proches sont : 
Siguer (0,7 km), Lercoul (2,3 km), Capoulet-et-Junac (3,5 km), Miglos (3,6 km), Illier-et-Laramade (3,7 km), Lapège (3,9 km), Sem (4,5 km), Niaux (5,5 km).
Sur le plan historique et culturel, Gestiès fait partie du pays de Vicdessos, formé par la vallée du Vicdessos et de ses affluents.
Les communes limitrophes sont  Aston, Miglos, Ordino et Siguer.
| Capoulet-et-Junac (par un quadripoint) | Miglos            | Larcat (par un quadripoint) |
| Siguer                                 | Gestiès           | Aston                       |
|                                        | Ordino ( Andorre) |                             |

### Géologie et relief

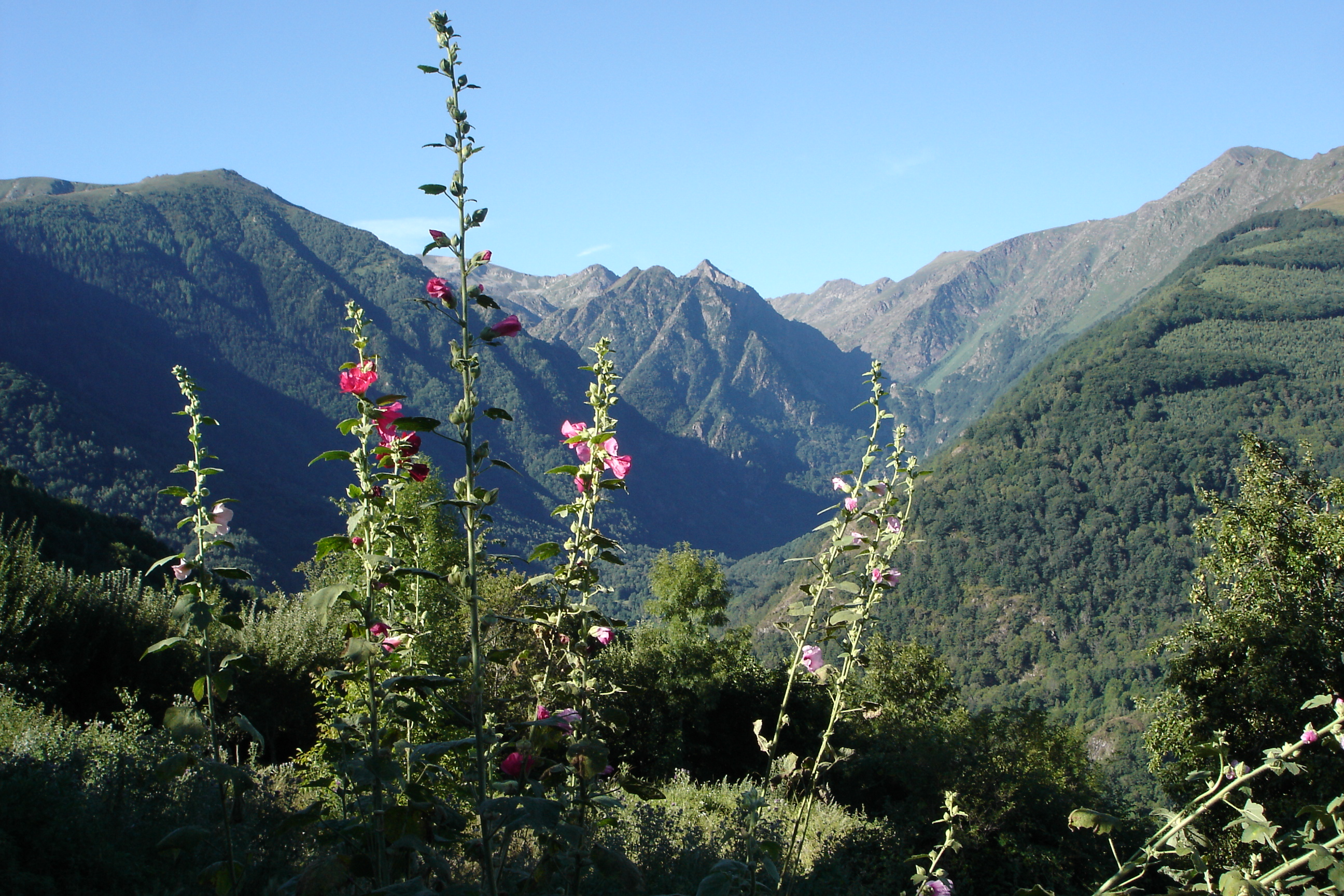

La commune est située dans les Pyrénées, une chaîne montagneuse jeune, érigée durant l'ère tertiaire (il y a 40 millions d'années environ), en même temps que les Alpes. Elle est traversée par la Faille nord-pyrénéenne, qui sépare la Zone axiale pyrénéenne (ZA) ou haute chaîne primaire de la Zone nord-pyrénéenne (ZNP), au nord. Les terrains affleurants sur le territoire communal sont constitués de roches pour partie sédimentaires et pour partie métamorphiques datant pour certaines du Mésozoïque, anciennement appelé Ère secondaire, qui s'étend de −252,2 à −66,0 Ma, et pour d'autres du Paléozoïque, une ère géologique qui s'étend de −541 à −252,2 Ma. La structure détaillée des couches affleurantes est décrite dans les feuilles « n°1087 - Vicdessos » et « n°1093 - Fontargente » de la carte géologique harmonisée au 1/50 000ème du département de l'Ariège, et leurs notices associées,.
La superficie cadastrale de la commune publiée par l’Insee, qui sert de références dans toutes les statistiques, est de 27,46 km2,. La superficie géographique, issue de la BD Topo, composante du Référentiel à grande échelle produit par l'IGN, est quant à elle de 27,31 km2. Son relief est particulièrement escarpé puisque la dénivelée maximale atteint 1 915 mètres. L'altitude du territoire varie entre 827 m et 2 742 m.
Gestiès est une commune des Pyrénées située dans le Vicdessos au sein du parc naturel régional des Pyrénées ariégeoises. Le village se trouve dans la vallée de Siguer à 965 mètres d'altitude et bénéficie d'une exposition sud-ouest ce qui lui confère un excellent ensoleillement quelle que soit la saison. On y accède en empruntant la route D 124 rencontrée à gauche en entrant dans le village de Siguer. De là, la pente s'accentue et il faut alors franchir les huit lacets de la route pour parvenir à l'entrée de Gestiès.
On découvre alors sa petite église faisant face à la mairie, ses ruelles étroites fleuries, ses fontaines aux belles auges en pierre, ses lavoirs ou encore ses vieux murs de pierres ornés de roses trémières. Gestiès est devenu un petit village paisible niché au milieu des bois avec des anciennes terrasses agricoles aujourd'hui abandonnées.
Le point de vue sur toute la vallée du Siguer mais également sur le village perché de Lercoul est pittoresque.
Gestiès est un village étape du sentier de grande randonnée GR 10 qui permet d'accéder à la vallée de l'Aston et au plateau de Beille ou bien à celle de Goulier.
- Le fond de la vallée de Siguer (lieu-dit Bouychet) depuis Gestiès : roses trémières et les sommets de la vallée de Siguer (Pic du Midi de Siguer 2 003 m, Pic de Taychou 1 976 m, Pic des Redouneilles 2 485 m, Pique d'Endron 2 472 m)

### Hydrographie

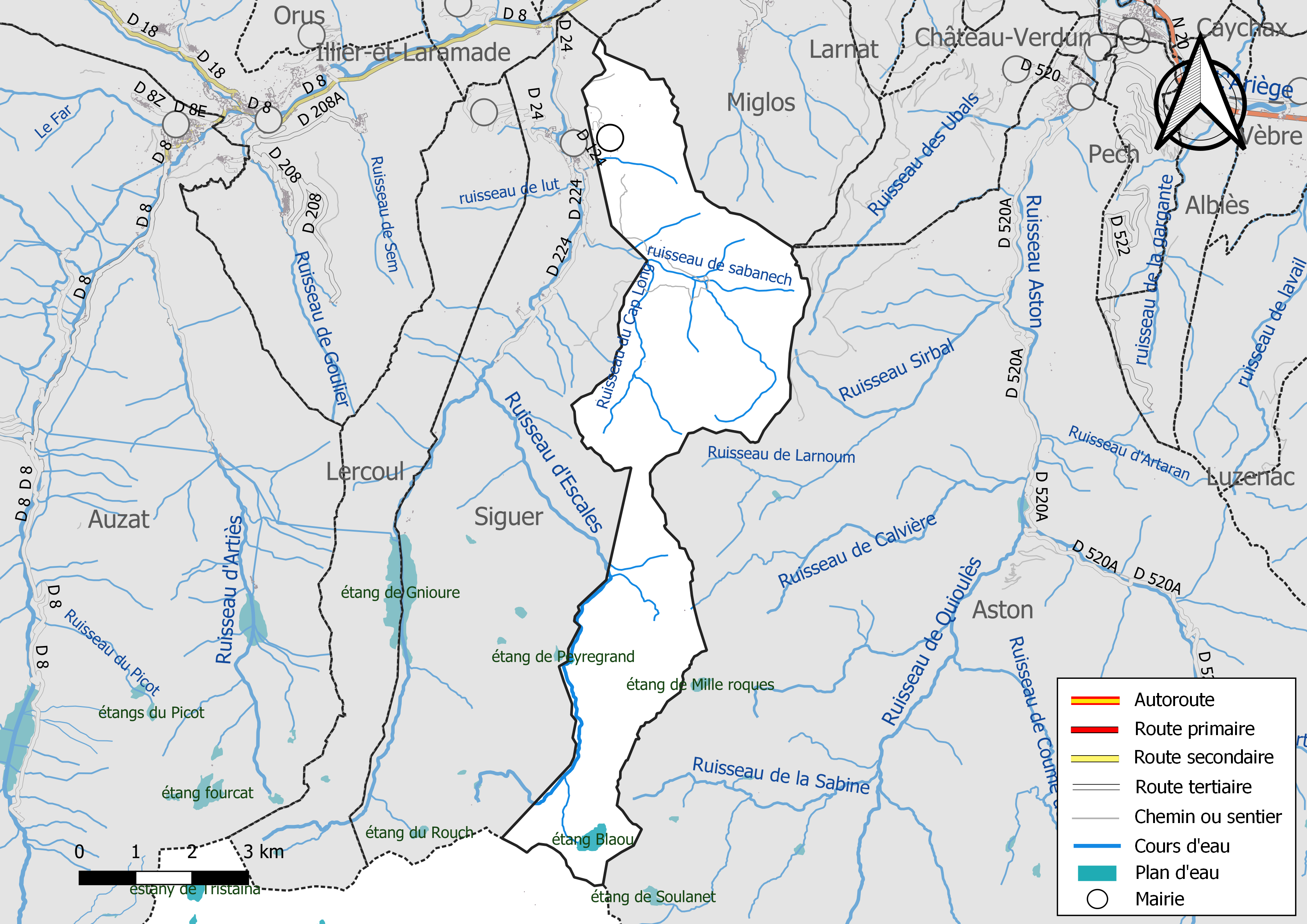
Réseaux hydrographique et routier de Gestiès.

La commune est dans le bassin versant de la Garonne, au sein du bassin hydrographique Adour-Garonne. Elle est drainée par le ruisseau d'Escalès, le ruisseau de Labugé, le ruisseau de la Pourrenque, le ruisseau de l'Etang Blaou, le ruisseau de Monescur, le ruisseau de Sabanech, le ruisseau des Clots d'Urbats, le ruisseau du Cap Long, le ruisseau du Carau et par divers petits cours d'eau, constituant un réseau hydrographique de 25 km de longueur totale,.
Le ruisseau d'Escalès, d'une longueur totale de 11,5 km, est entièrement situé sur la commune. Il prend sa source aux abords des étangs des Llassiès, et se jette dans le ruisseau de Siguer aux abords du pont du Taychou.

### Climat
Pour des articles plus généraux, voir Climat de l'Occitanie et Climat de l'Ariège.
En 2010, le climat de la commune est de type climat de montagne, selon une étude s'appuyant sur une série de données couvrant la période 1971-2000. En 2020, Météo-France publie une typologie des climats de la France métropolitaine dans laquelle la commune est exposée à un climat de montagne et est dans la région climatique Pyrénées centrales, caractérisée par une pluviométrie annuelle de 1 000 à 1 200 mm.
Pour la période 1971-2000, la température annuelle moyenne est de 9,6 °C, avec une amplitude thermique annuelle de 15 °C. Le cumul annuel moyen de précipitations est de 1 205 mm, avec 9,9 jours de précipitations en janvier et 7,7 jours en juillet. Pour la période 1991-2020, la température moyenne annuelle observée sur la station météorologique la plus proche, située sur la commune de Val-de-Sos à 6 km à vol d'oiseau, est de 11,1 °C et le cumul annuel moyen de précipitations est de 1 175,9 mm,. Pour l'avenir, les paramètres climatiques de la commune estimés pour 2050 selon différents scénarios d'émission de gaz à effet de serre sont consultables sur un site dédié publié par Météo-France en novembre 2022.

### Milieux naturels et biodiversité

#### Espaces protégés
La protection réglementaire est le mode d’intervention le plus fort pour préserver des espaces naturels remarquables et leur biodiversité associée,.
La commune fait partie du parc naturel régional des Pyrénées ariégeoises, créé en 2009 et d'une superficie de 245 973 ha, qui s'étend sur 138 communes du département. Ce territoire unit les plus hauts sommets aux frontières de l’Andorre et de l’Espagne (la Pique d'Estats, le mont Valier, etc) et les plus hautes vallées des avants-monts, jusqu’aux plissements du Plantaurel.

#### Zones naturelles d'intérêt écologique, faunistique et floristique
L’inventaire des zones naturelles d'intérêt écologique, faunistique et floristique (ZNIEFF) a pour objectif de réaliser une couverture des zones les plus intéressantes sur le plan écologique, essentiellement dans la perspective d’améliorer la connaissance du patrimoine naturel national et de fournir aux différents décideurs un outil d’aide à la prise en compte de l’environnement dans l’aménagement du territoire.
Deux ZNIEFF de type 1 sont recensées sur la commune :
la « moyenne vallée de Vicdessos, pic de Tristagne » (15 071 ha), couvrant 13 communes du département, et 
la « vallée de l'Aston » (16 077 ha), couvrant 13 communes du département
et deux ZNIEFF de type 2, : 
- le « massif de l'Aston et haute vallée de l'Ariège » (0 ha), couvrant 24 communes dont 22 dans l'Ariège et 2 dans les Pyrénées-Orientales[31] ;
- « Montcalm et Vicdessos » (25 129 ha), couvrant 14 communes du département[32].

Carte des ZNIEFF de type 1 et 2 à Gestiès.
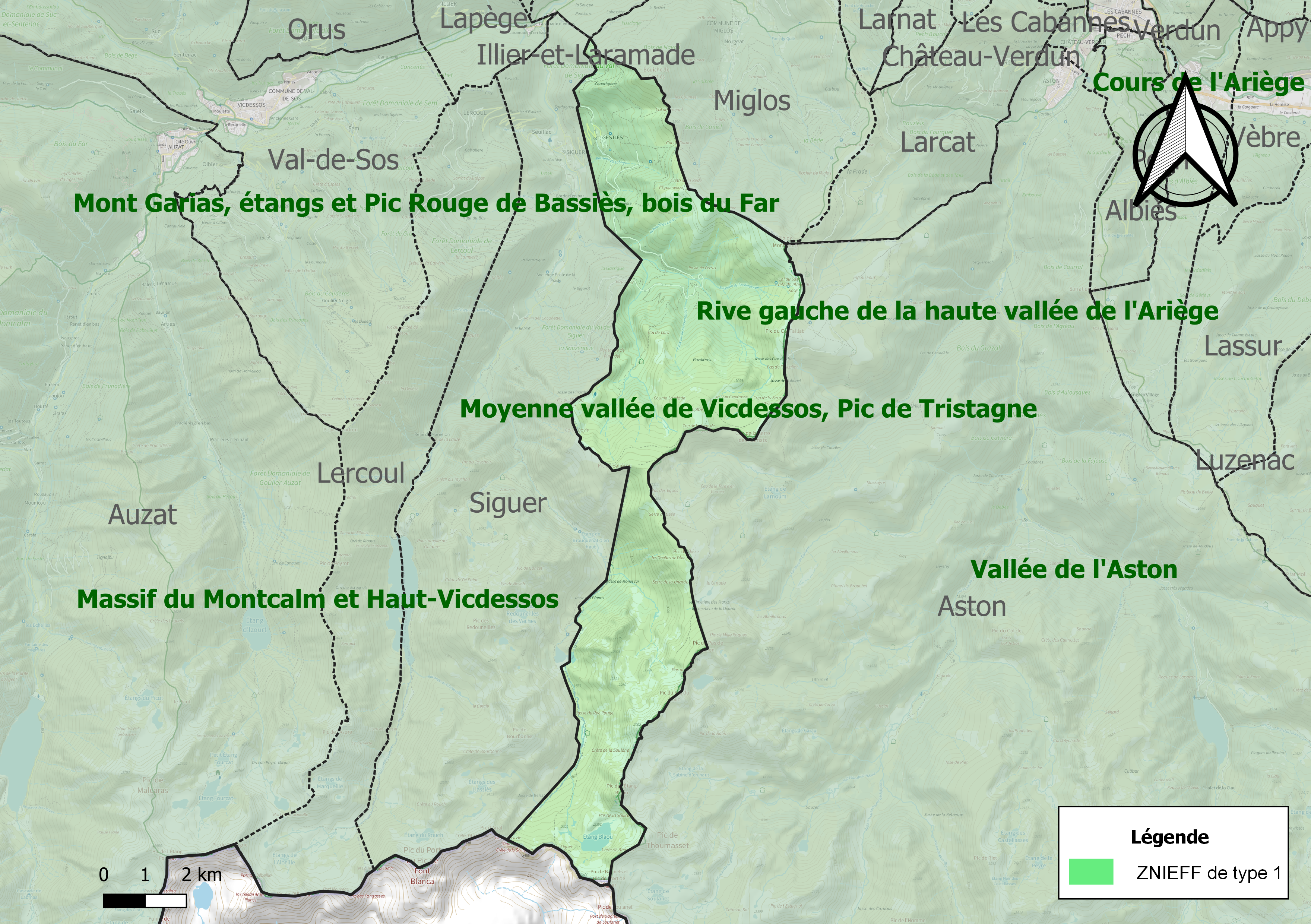
Carte des ZNIEFF de type 1 sur la commune.
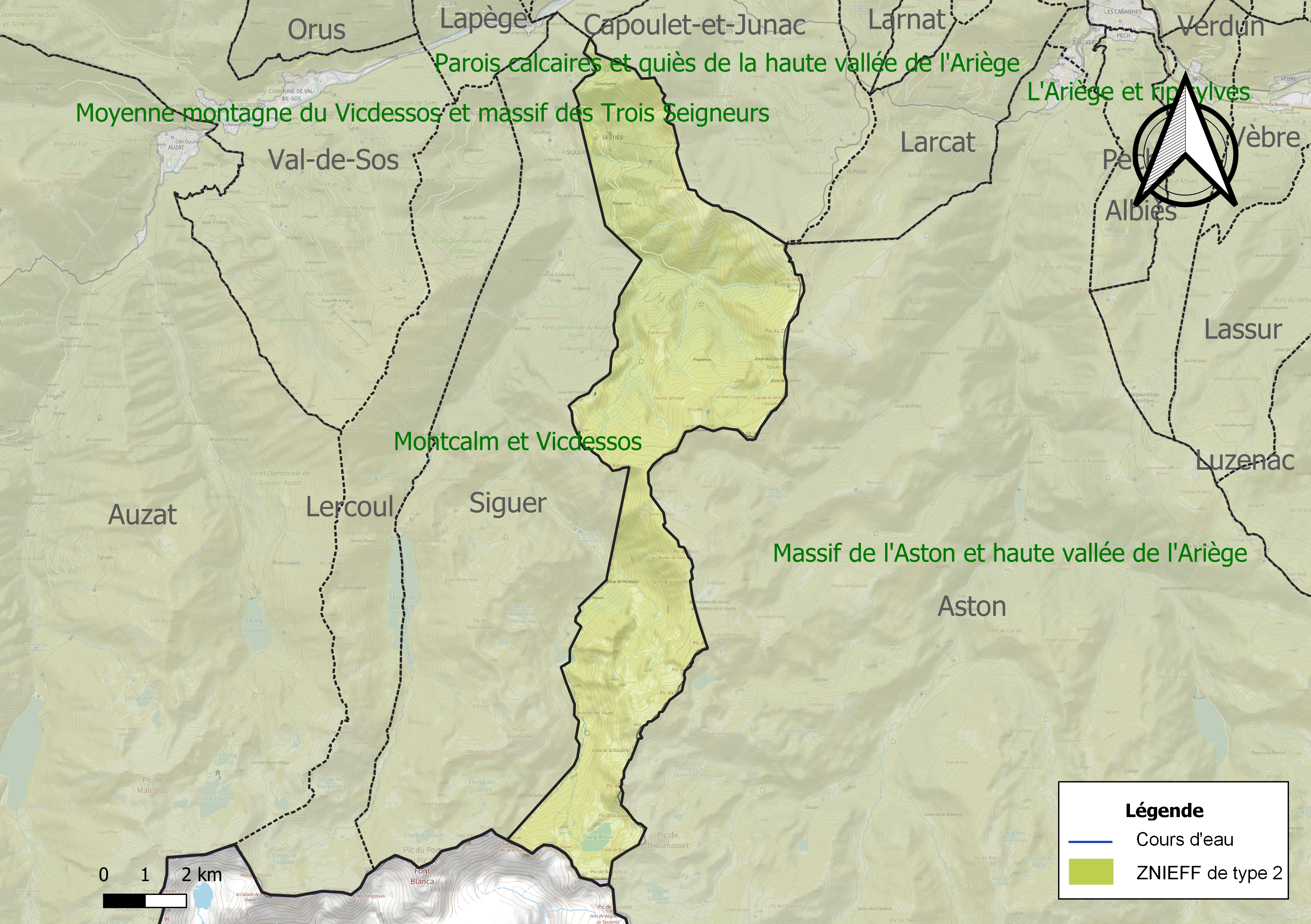
Carte des ZNIEFF de type 2 sur la commune.

## Urbanisme

### Typologie
Au 1er janvier 2024, Gestiès est catégorisée commune rurale à habitat dispersé, selon la nouvelle grille communale de densité à 7 niveaux définie par l'Insee en 2022.
Elle est située hors unité urbaine et hors attraction des villes,.

### Occupation des sols
L'occupation des sols de la commune, telle qu'elle ressort de la base de données européenne d’occupation biophysique des sols Corine Land Cover (CLC), est marquée par l'importance des forêts et milieux semi-naturels (99 % en 2018), une proportion identique à celle de 1990 (99 %). La répartition détaillée en 2018 est la suivante : 
milieux à végétation arbustive et/ou herbacée (48,2 %), espaces ouverts, sans ou avec peu de végétation (31,8 %), forêts (19 %), eaux continentales (0,9 %), zones agricoles hétérogènes (0,1 %). L'évolution de l’occupation des sols de la commune et de ses infrastructures peut être observée sur les différentes représentations cartographiques du territoire : la carte de Cassini (XVIIIe siècle), la carte d'état-major (1820-1866) et les cartes ou photos aériennes de l'IGN pour la période actuelle (1950 à aujourd'hui).

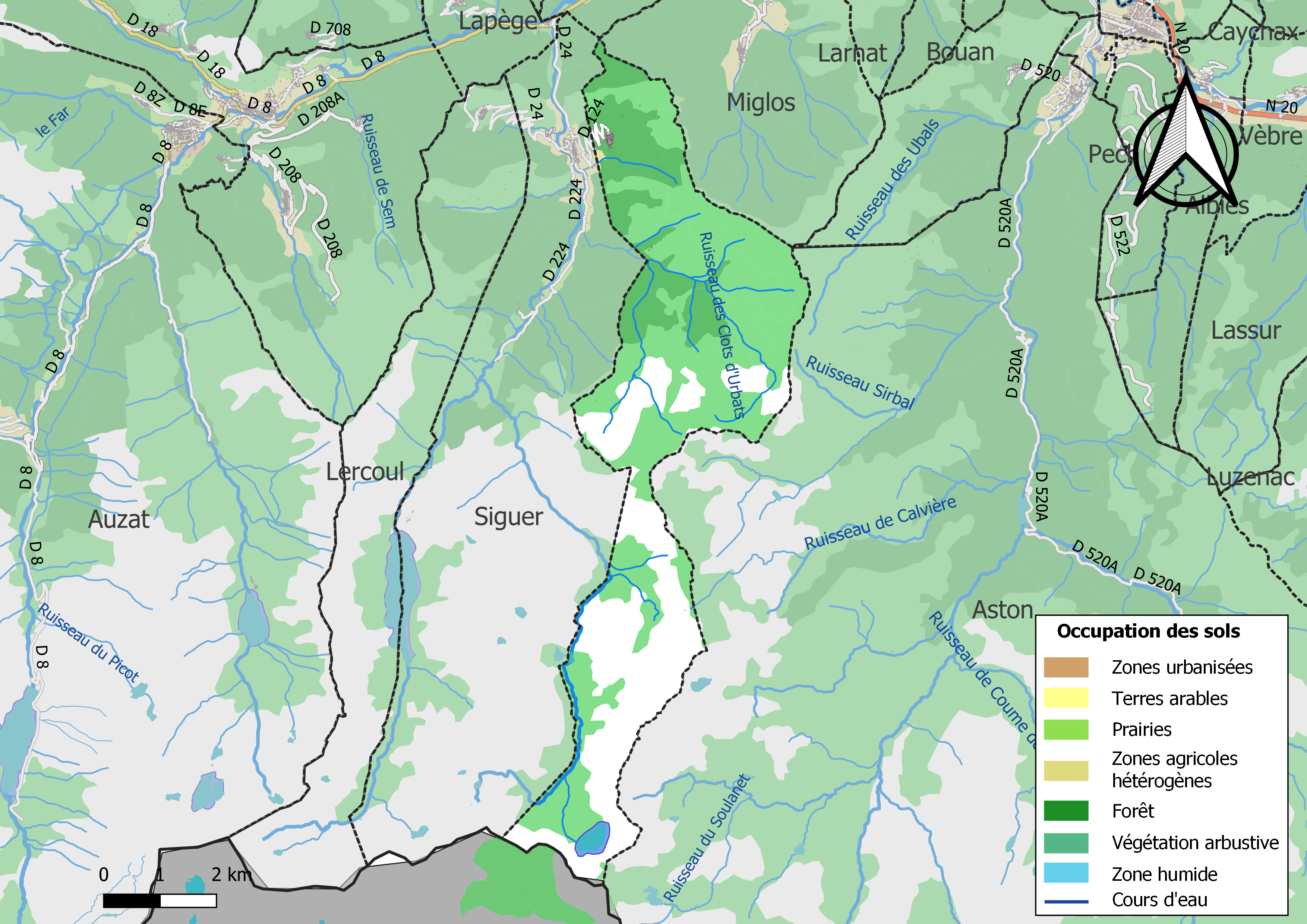
Carte des infrastructures et de l'occupation des sols de la commune en 2018 (CLC).

### Habitat et logement
En 2018, le nombre total de logements dans la commune était de 91, alors qu'il était de 90 en 2013 et de 88 en 2008.
Parmi ces logements, 18,7 % étaient des résidences principales, 81,3 % des résidences secondaires et 0 % des logements vacants. Ces logements étaient pour 94,5 % d'entre eux des maisons individuelles et pour 5,5 % des appartements.
Le tableau ci-dessous présente la typologie des logements à Gestiès en 2018 en comparaison avec celle de l'Ariège et de la France entière. Une caractéristique marquante du parc de logements est ainsi une proportion de résidences secondaires et logements occasionnels (81,3 %) supérieure à celle du département (24,6 %) et à celle de la France entière (9,7 %). Concernant le statut d'occupation de ces logements, 64,7 % des habitants de la commune sont propriétaires de leur logement (69,2 % en 2013), contre 66,3 % pour l'Ariège et 57,5 % pour la France entière.
| Typologie                                               | Gestiès | Ariège | France entière |
| ------------------------------------------------------- | ------- | ------ | -------------- |
| Résidences principales (en %)                           | 18,7    | 65,7   | 82,1           |
| Résidences secondaires et logements occasionnels (en %) | 81,3    | 24,6   | 9,7            |
| Logements vacants (en %)                                | 0       | 9,7    | 8,2            |

### Risques majeurs
Le territoire de la commune de Gestiès est vulnérable à différents aléas naturels : inondations, climatiques (grand froid ou canicule), feux de forêts, mouvements de terrains, avalanche  et séisme (sismicité moyenne). Il est également exposé à un risque particulier, le risque radon,.

#### Risques naturels

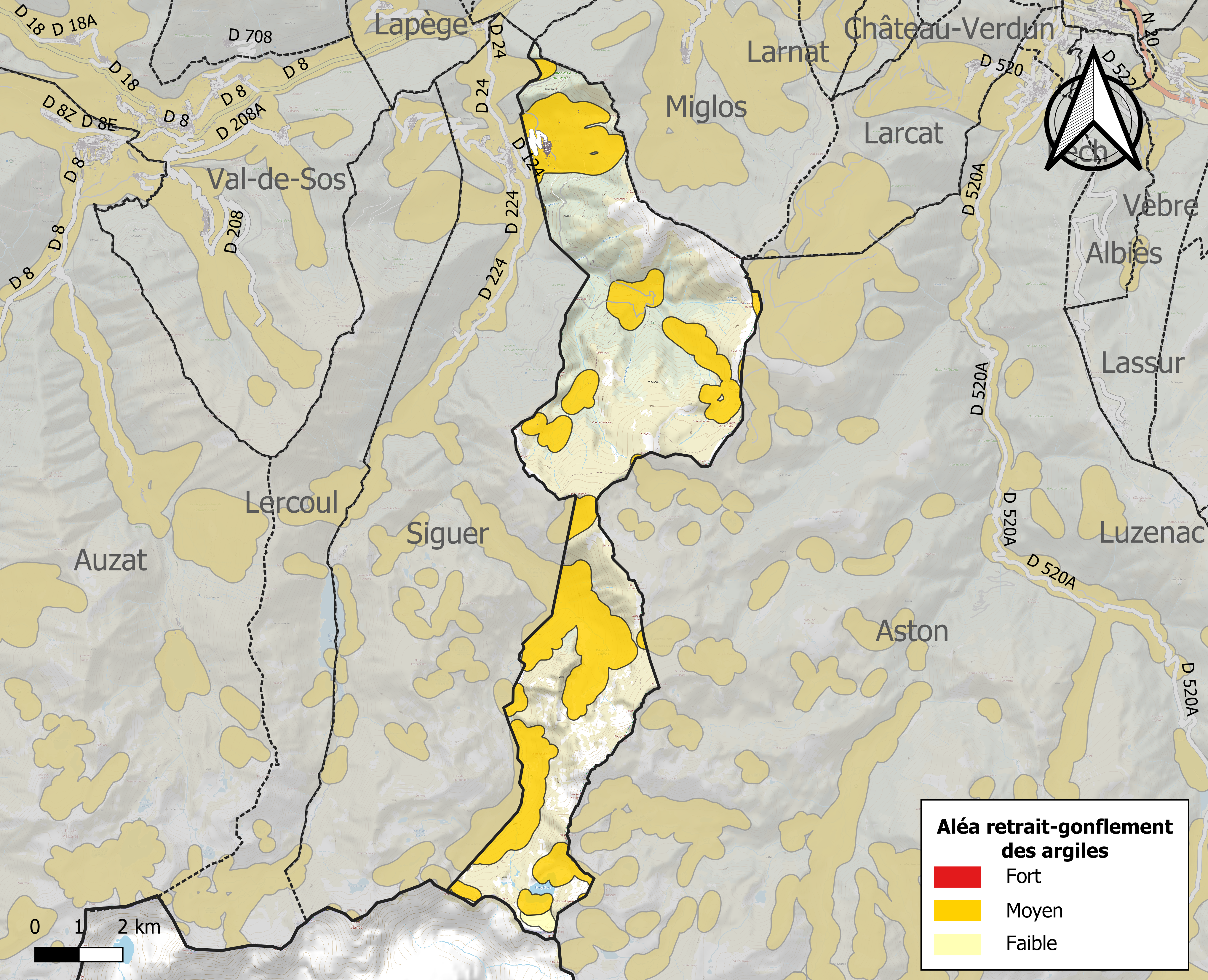
Zonage de l'aléa retrait-gonflement des argiles sur la commune de Gestiès.

Certaines parties du territoire communal sont susceptibles d’être affectées par le risque d’inondation par crue torrentielle d'un cours d'eau, ou ruissellement d'un versant.
Les mouvements de terrains susceptibles de se produire sur la commune sont soit des chutes de blocs, soit des glissements de terrains, soit des mouvements liés au retrait-gonflement des argiles. Près de 50 % de la superficie du département est concernée par l'aléa retrait-gonflement des argiles, dont la commune de Gestiès. L'inventaire national des cavités souterraines permet par ailleurs de localiser celles situées sur la commune.

#### Risque particulier
Dans plusieurs parties du territoire national, le radon, accumulé dans certains logements ou autres locaux, peut constituer une source significative d’exposition de la population aux rayonnements ionisants. Toutes les communes du département sont concernées par le risque radon à un niveau plus ou moins élevé. Selon la classification de 2018, la commune de Gestiès est classée en zone 3, à savoir zone à potentiel radon significatif.

## Histoire
Perché à 965 mètres d’altitude, Gestiès était à l’origine un hameau de la commune de Siguer. Ce n'est qu'à partir de 1793 que ce hameau deviendra une commune à part entière, la vallée étant alors partagée selon une orientation nord-sud, donnant ainsi naissance aux trois communes de Siguer en fond de vallée, Lercoul sur le versant est, et Gestiès.
Au Moyen Âge, l'orthographe du nom de la commune était alors « Gestiers ».
Au XIXe siècle, Gestiès connaissait sa plus forte population avec 550 habitants en 1841, une centaine de maisons. Deux instituteurs y étaient alors en poste. L'activité des habitants était essentiellement tournée vers l'agriculture et l'élevage, comme en témoignent toutes les terrasses et chemins bordés de murets, bâtis sur tout le flanc ouest de la vallée, sous la Bouiche de Gestiès (1 514 m) jusqu'au Pas de l'Escalier (1 861 m). Son fromage de lait de brebis était renommé.
Les exploitations d'ardoise de la vallée de Siguer occupaient également plusieurs familles (carrières d’ardoises de la Garrabeille).

## Politique et administration

### Découpage territorial
La commune de Gestiès est membre de la communauté de communes de la Haute Ariège, un établissement public de coopération intercommunale (EPCI) à fiscalité propre créé le 27 septembre 2016 dont le siège est à Luzenac. Ce dernier est par ailleurs membre d'autres groupements intercommunaux.
Sur le plan administratif, elle est rattachée à l'arrondissement de Foix, au département de l'Ariège, en tant que circonscription administrative de l'État, et à la région Occitanie.
Sur le plan électoral, elle dépend du canton du Sabarthès pour l'élection des conseillers départementaux, depuis le redécoupage cantonal de 2014 entré en vigueur en 2015, et de la première circonscription de l'Ariège  pour les élections législatives, depuis le redécoupage électoral de 1986.

### Liste des maires
| Période                                  | Période  | Identité       | Étiquette | Qualité                        |
| ---------------------------------------- | -------- | -------------- | --------- | ------------------------------ |
| 1959                                     | 1999     | Émile Serny    | PS        | responsable de bureau d'études |
| 1999                                     | 2008     | Léon Soucarre  | PS        |                                |
| mars 2008                                | En cours | Alain Marfaing | DVG       | Fonctionnaire                  |
| Les données manquantes sont à compléter. |          |                |           |                                |

## Démographie
L'évolution du nombre d'habitants est connue à travers les recensements de la population effectués dans la commune depuis 1800. Pour les communes de moins de 10 000 habitants, une enquête de recensement portant sur toute la population est réalisée tous les cinq ans, les populations de référence des années intermédiaires étant quant à elles estimées par interpolation ou extrapolation. Pour la commune, le premier recensement exhaustif entrant dans le cadre du nouveau dispositif a été réalisé en 2008.

En 2022, la commune comptait 36 habitants, en évolution de +38,46 % par rapport à 2016 (Ariège : +1,48 %, France hors Mayotte : +2,11 %).
| 1800 | 1806 | 1821 | 1831 | 1836 | 1841 | 1846 | 1851 | 1856 |
| ---- | ---- | ---- | ---- | ---- | ---- | ---- | ---- | ---- |
| 427  | 496  | 528  | 534  | 540  | 550  | 549  | 547  | 465  |

| 1861 | 1866 | 1872 | 1876 | 1881 | 1886 | 1891 | 1896 | 1901 |
| ---- | ---- | ---- | ---- | ---- | ---- | ---- | ---- | ---- |
| 465  | 476  | 476  | 472  | 424  | 441  | 425  | 421  | 411  |

| 1906 | 1911 | 1921 | 1926 | 1931 | 1936 | 1946 | 1954 | 1962 |
| ---- | ---- | ---- | ---- | ---- | ---- | ---- | ---- | ---- |
| 415  | 401  | 274  | 254  | 192  | 170  | 109  | 68   | 47   |

| 1968 | 1975 | 1982 | 1990 | 1999 | 2006 | 2008 | 2013 | 2018 |
| ---- | ---- | ---- | ---- | ---- | ---- | ---- | ---- | ---- |
| 42   | 41   | 34   | 21   | 10   | 9    | 9    | 21   | 31   |

| 2022 | - | - | - | - | - | - | - | - |
| ---- | - | - | - | - | - | - | - | - |
| 36   | - | - | - | - | - | - | - | - |

## Vie locale
Bien que très peu peuplé, le village retrouve une ambiance chaleureuse, dès les mois d'été. La fête patronale a lieu la semaine qui précède le troisième dimanche d'août. À cette occasion sont proposées de multiples activités qui rassemblent toutes les générations : retraite aux flambeaux, concours de pétanque et de belote, jeux organisés sur le terrain du Pech, repas et soirées dansantes, concerts, conférence, cinéma...

## Économie

### Emploi
| Division       | 2008  | 2013   | 2018   |
| -------------- | ----- | ------ | ------ |
| Commune        | 0 %   | 9,1 %  | 18,8 % |
| Département    | 8,9 % | 11,1 % | 11,2 % |
| France entière | 8,3 % | 10 %   | 10 %   |

En 2018, la population âgée de 15 à 64 ans s'élève à 16 personnes, parmi lesquelles on compte 93,8 % d'actifs (75 % ayant un emploi et 18,8 % de chômeurs) et 6,3 % d'inactifs,. En  2018, le taux de chômage communal (au sens du recensement) des 15-64 ans est supérieur à celui du département et de la France, alors qu'en 2008 la situation était inverse.
La commune est hors attraction des villes,. Elle compte 2 emplois en 2018, contre 0 en 2013 et 0 en 2008. Le nombre d'actifs ayant un emploi résidant dans la commune est de 12, soit un indicateur de concentration d'emploi de 16,7 % et un taux d'activité parmi les 15 ans ou plus de 57,7 %.
Sur ces 12 actifs de 15 ans ou plus ayant un emploi, 2 travaillent dans la commune, soit 17 % des habitants. Pour se rendre au travail, 58,3 % des habitants utilisent un véhicule personnel ou de fonction à quatre roues, 16,7 % les transports en commun et 25 % n'ont pas besoin de transport (travail au domicile).

### Activités
Un seul établissement relevant d’une activité hors champ de l’agriculture est implanté à Gestiès au 31 décembre 2019.
Si aucune exploitation agricole siègeant dans la commune n'était recensée lors du recensement agricole de 2010 (deux en 1988), le GAEC de la ferme du Pichaley s'est installé en 2016 dans le cadre d'une association foncière pastorale, produisant du fromage de brebis primé lors du concours national de la tomme des Pyrénées au lait cru.

## Culture locale et patrimoine

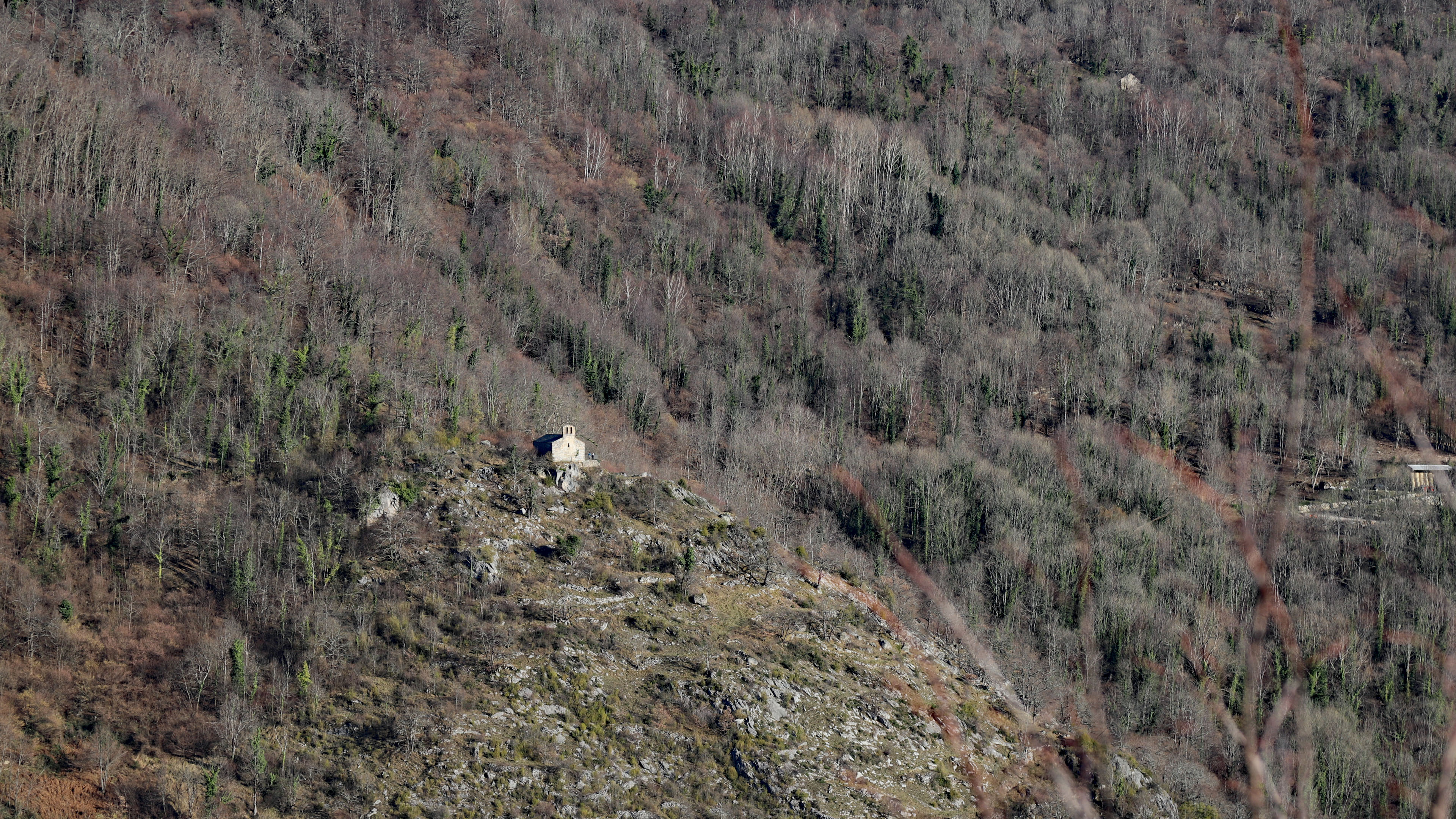
Chapelle Saint-Nicolas.

### Lieux et monuments
- Église Saint-Nicolas du XVIe siècle. Les frères Pédoya ont décoré la voûte du sanctuaire en bleu parsemée d'étoiles or, au XIXe siècle.

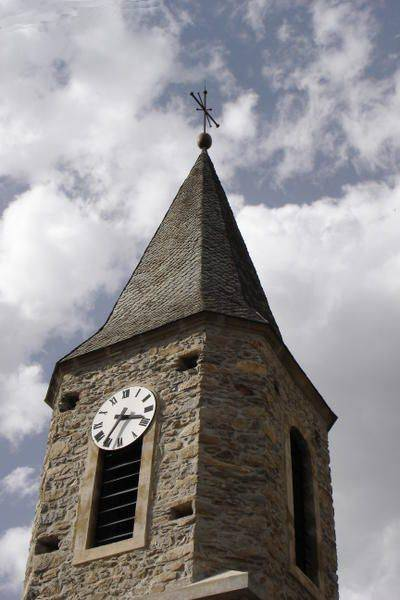
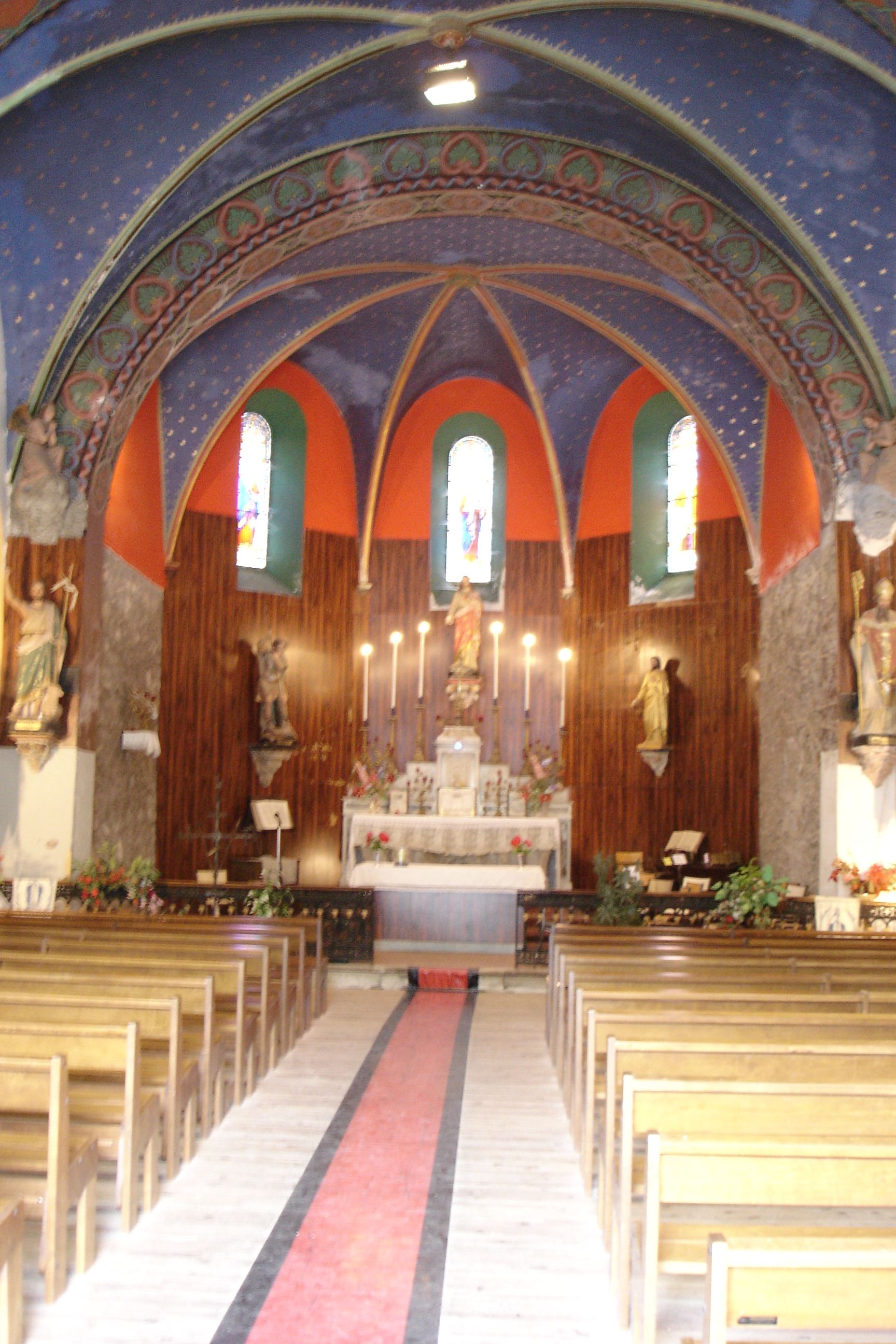

- Chapelle romane du XIe siècle, dédiée à saint Nicolas (restaurée, toit d’ardoise refait en 1990).

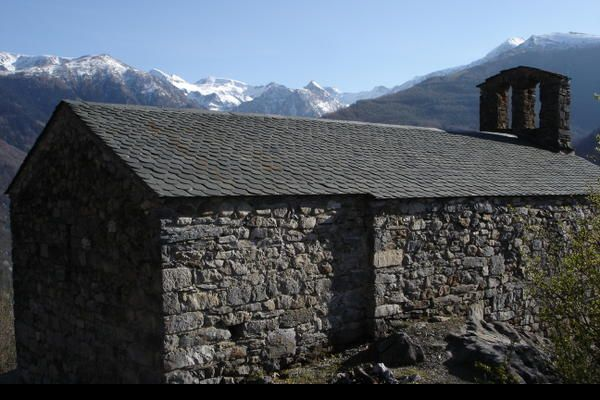
Chapelle Saint-Nicolas.
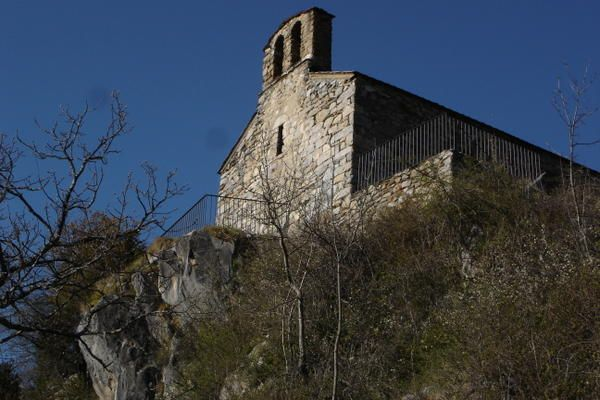
Chapelle Saint-Nicolas.

- Toitures en ardoises et murs en pierres

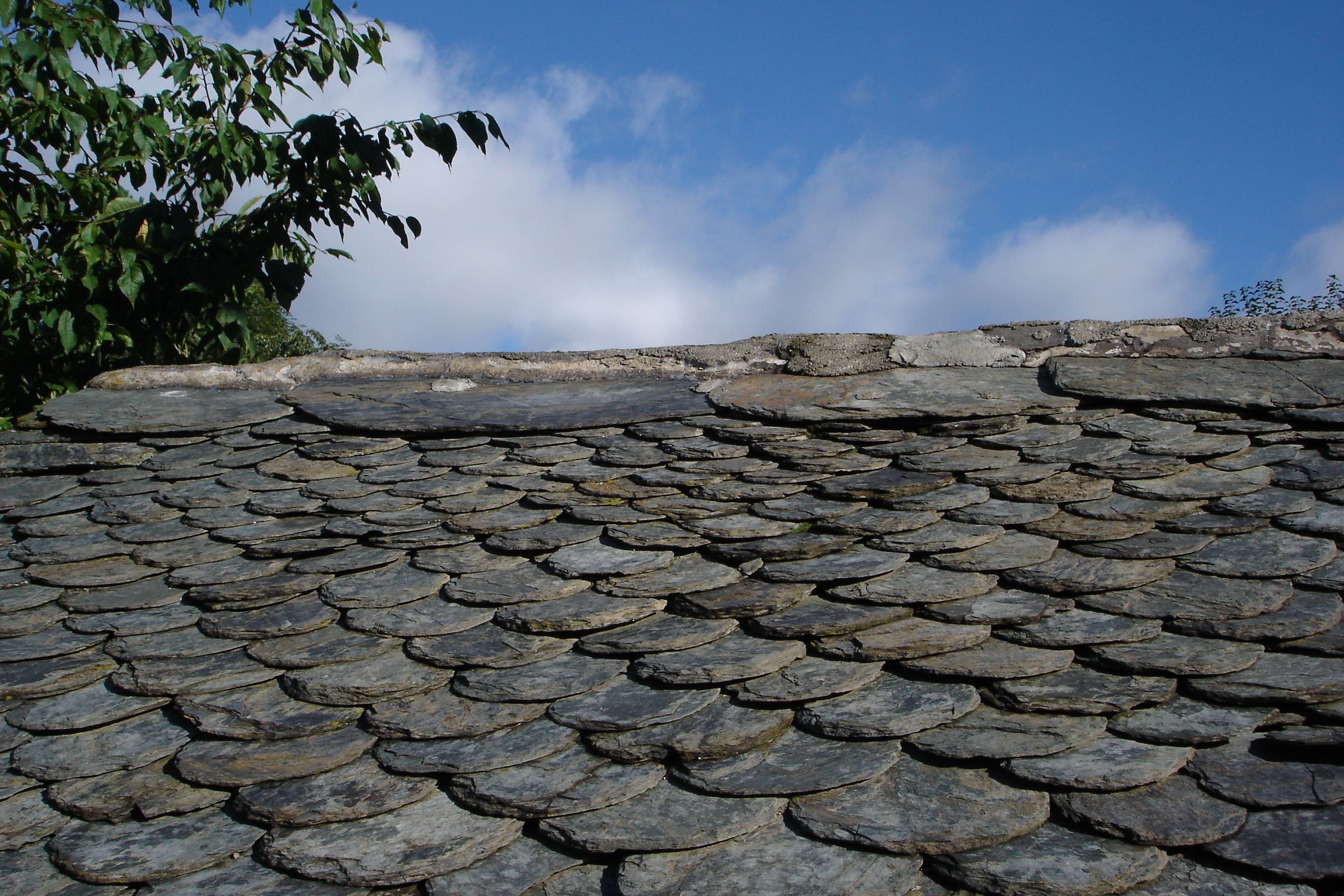
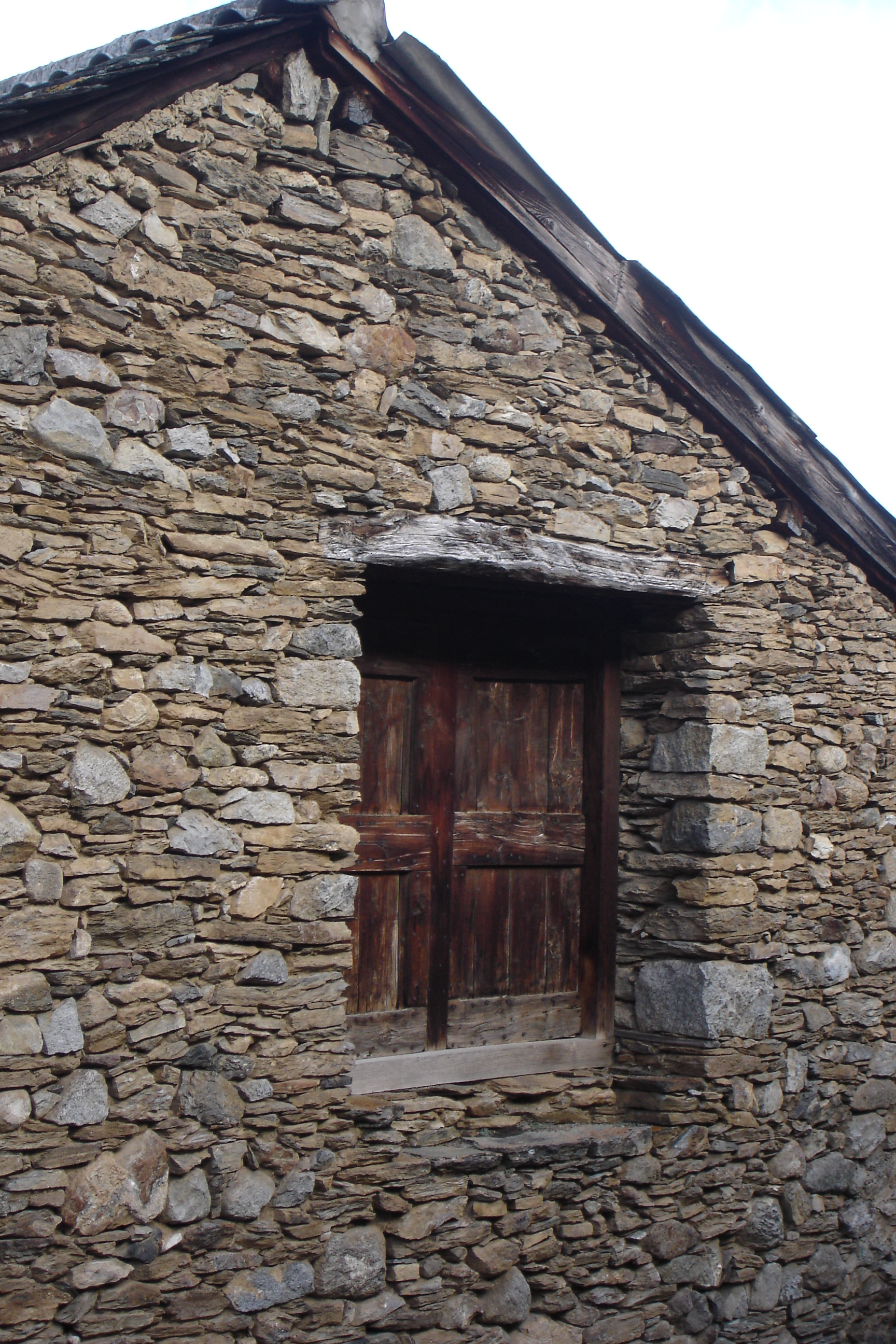

- Les lavoirs de la commune

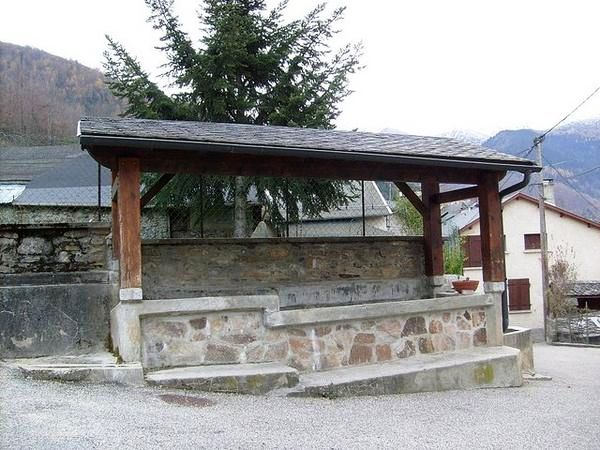
Lavoir à proximité de la mairie.
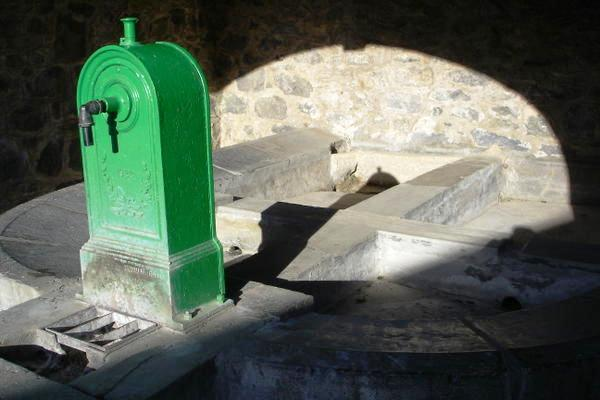
Lavoir situé à proximité du lieu-dit Pezou.
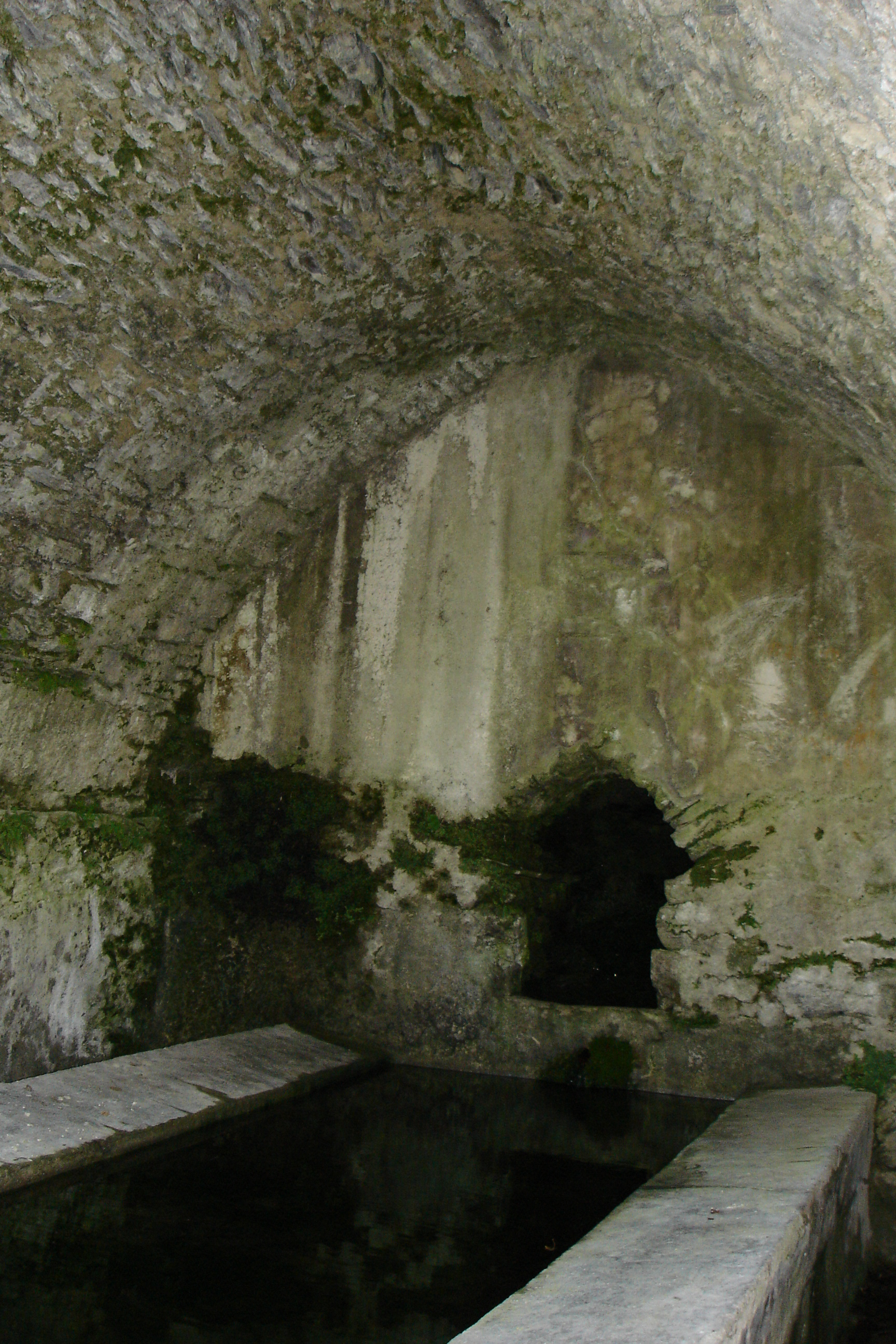
Lavoir dit Bassi de Gigre.
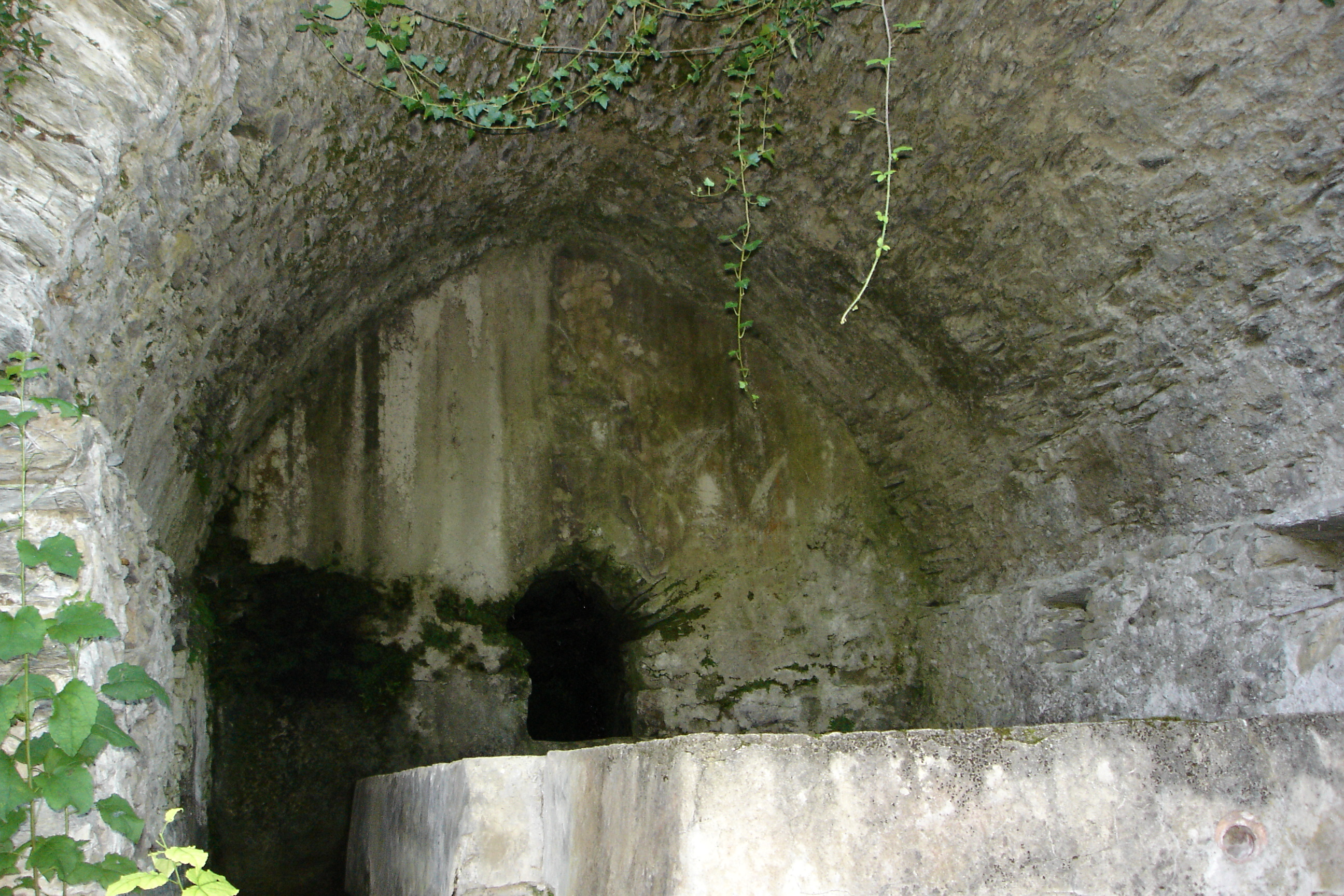

### Personnalités liées à la commune
- Sabas Maury (1863-1923), est né le 1er mars 1863 à Gestiès. Ce prêtre, fils de Jean Baptiste Maury premier instituteur de Gestiès était également musicien et compositeur.  Il est le créateur de "Arièjo ô moun Païs" hymne de l'Ariège.
- Jacques Grumbach, journaliste et résistant a été tué fin novembre 1942 sur le territoire communal en direction du port de Siguer.
- Émile Serny (1922-1999), Résistant du réseau de passeurs "Bourgogne", fut conseiller général de 1982 à 1994, maire de Gestiès jusqu'en 1999 avec plus de trois mandats à son actif, et fondateur du stade de ski alpin de Goulier Neige.

### Randonnées et étapes
Gestiès fait partie des villages étapes sur le tracé du sentier de grande randonnée GR10 qui traverse la commune.
Autres randonnées :
- le Pla de Montcamp (1 905 m) et Pic du Col Taillat (1 959 m) par les crêtes herbeuses de la Bède
- le Pic du Midi de Siguer (2 003 m)
- depuis le lieu-dit Bouychet une multitude de lacs sont accessibles aux randonneurs : l'étang de Gnioure (1 832 m), les étangs de Neych, l'étang de la Jasse de Brouquenat d'en Haut (1 599 m), l'étang de Peyregrand (1 898 m), l'étang Blaou (2 335 m), les étangs des Redouneilles des vaches et des Redouneilles des brebis, etc.
- l'accès à l'Andorre est également possible depuis Bouychet, en empruntant le port de Siguer (2 396 m) qui mène à El Serrat (1 540 m).

Ces hautes vallées du Siguer et du Bourguenat sont dépourvues de routes et d'accès assez difficile ; le GR 10 lui-même s'écarte des hauteurs pour passer par les cinq villages et ne retrouve le voisinage des sommets qu'à la faveur de la vallée d'Artiès, dans la commune d'Auzat.

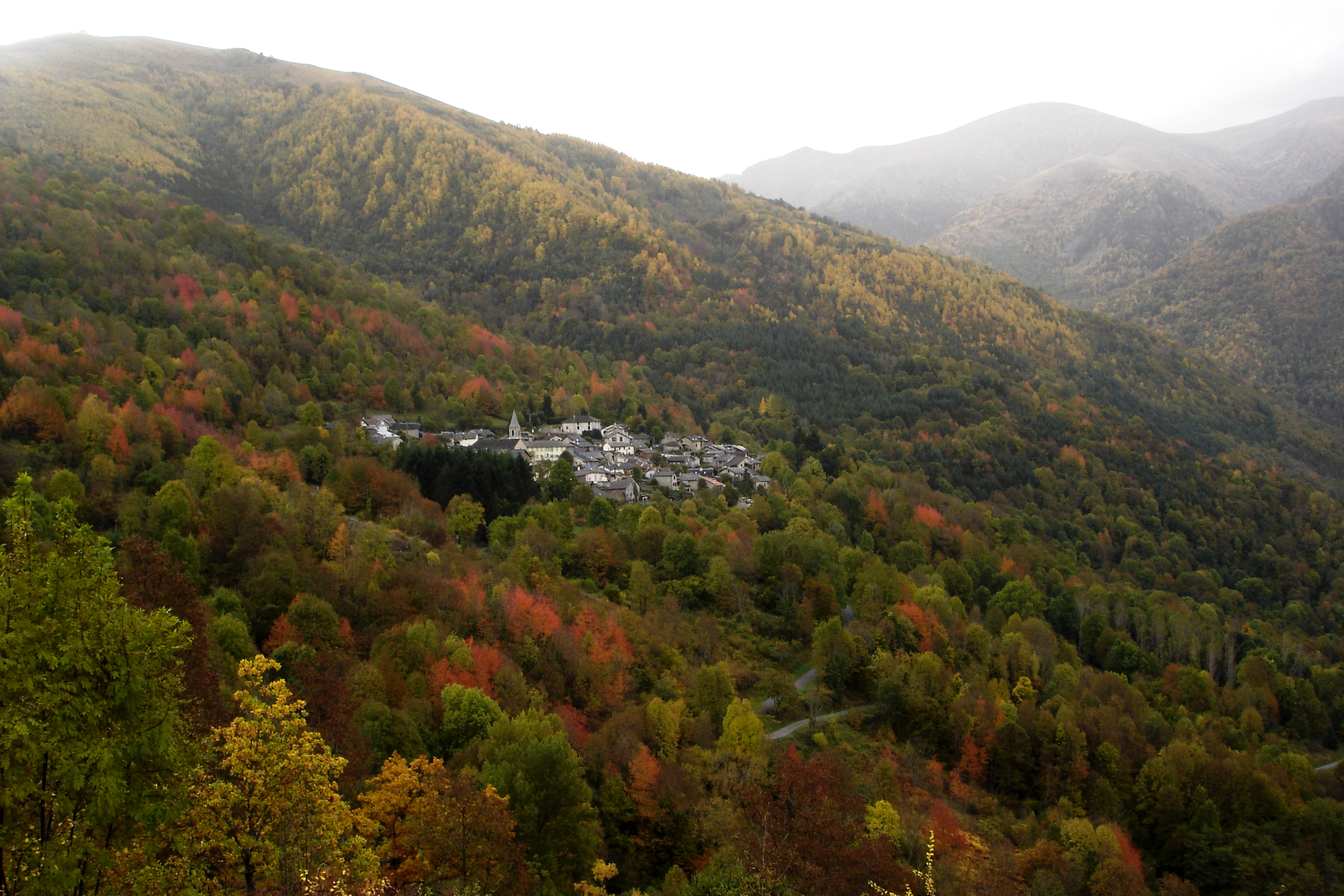
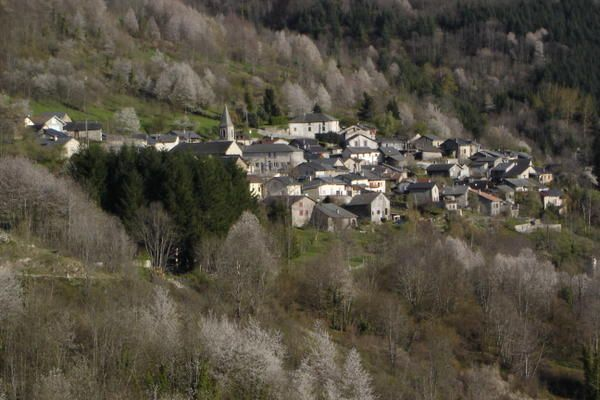
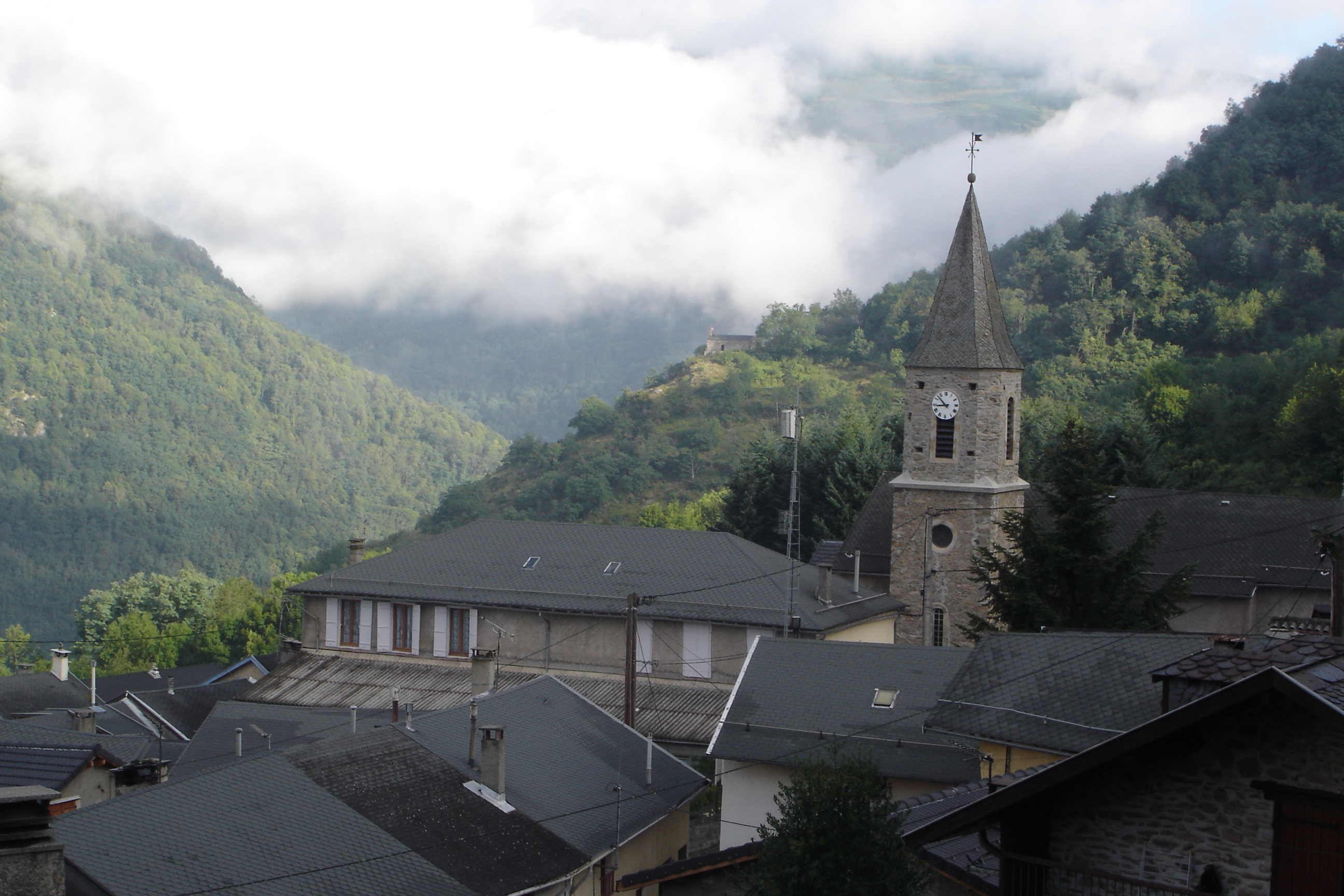
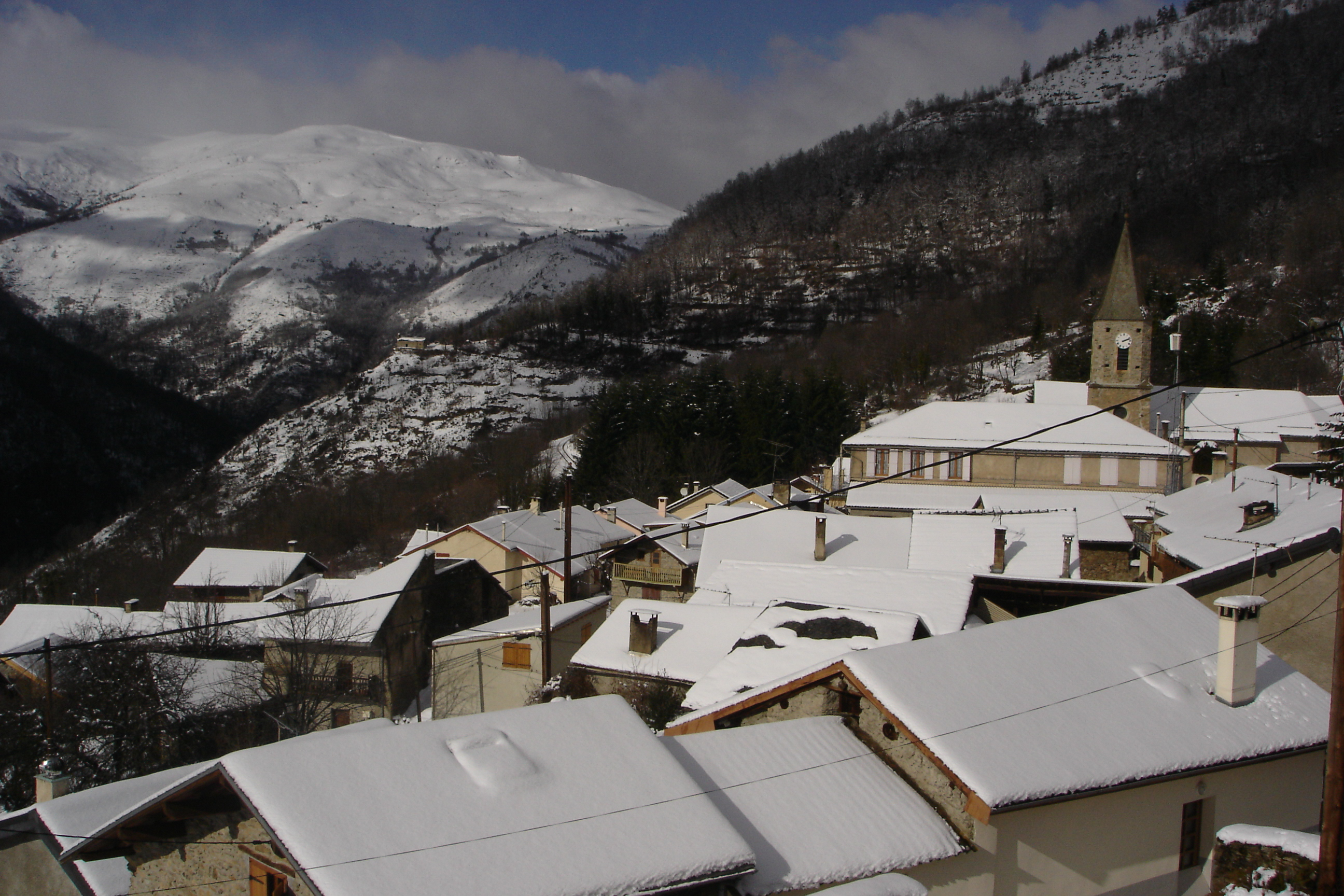
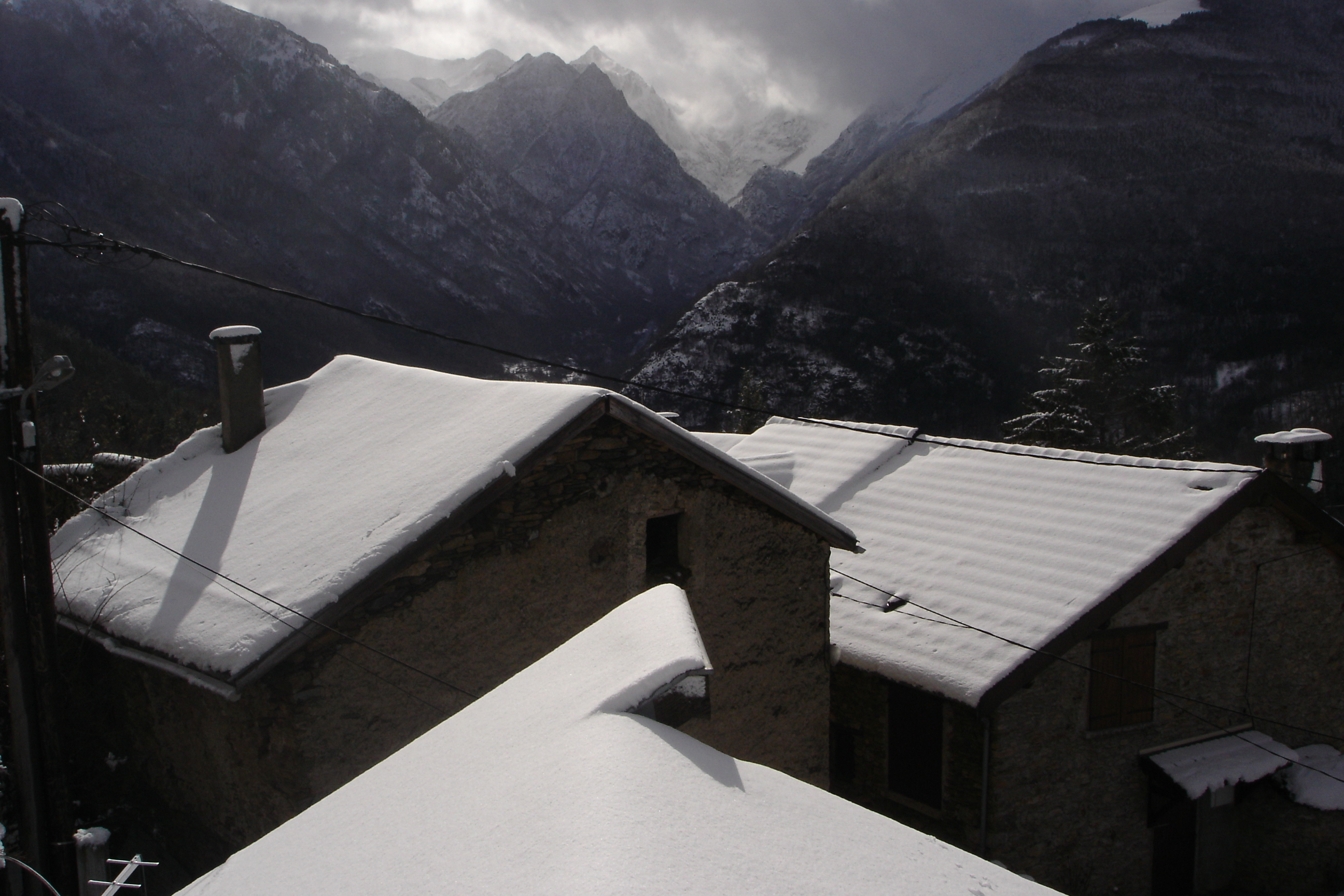
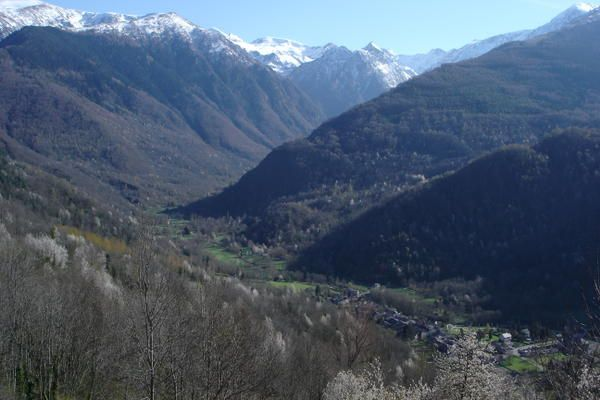

## Pour approfondir